# Diocesi di Hoima
La diocesi di Hoima (in latino Dioecesis Hoimana) è una sede della Chiesa cattolica in Uganda suffraganea dell'arcidiocesi di Mbarara. Nel 2021 contava 1.155.750 battezzati su 2.228.280 abitanti. È retta dal vescovo Vincent Kirabo.

## Territorio
La diocesi comprende i distretti di Bulisa, Masindi, Hoima e Kibale nella regione Occidentale dell'Uganda.
Sede vescovile è la città di Hoima, dove si trova la cattedrale di San Pietro.
Il territorio è suddiviso in 47 parrocchie.

## Storia
La diocesi è stata eretta il 9 agosto 1965 con la bolla Quo aptius christifidelium di papa Paolo VI, ricavandone il territorio dalla diocesi di Fort Portal e dall'arcidiocesi di Rubaga (oggi arcidiocesi di Kampala).
Originariamente suffraganea dell'arcidiocesi di Rubaga, il 2 gennaio 1999 è entrata a far parte della provincia ecclesiastica dell'arcidiocesi di Mbarara.

## Cronotassi dei vescovi
Si omettono i periodi di sede vacante non superiori ai 2 anni o non storicamente accertati.
- Cipriano Biyehima Kihangire † (9 agosto 1965 - 19 dicembre 1968 nominato vescovo di Gulu)
- Albert Edward Baharagate Akiiki † (7 luglio 1969 - 9 marzo 1991 dimesso)
- Deogratias Muganwa Byabazaire † (9 marzo 1991 succeduto - 8 febbraio 2014 deceduto)
- Vincent Kirabo, dal 30 novembre 2015

## Statistiche
La diocesi nel 2021 su una popolazione di 2.228.280 persone contava 1.155.750 battezzati, corrispondenti al 51,9% del totale.
| anno | popolazione | popolazione | popolazione | presbiteri | presbiteri | presbiteri | presbiteri                | diaconi | religiosi | religiosi | parrocchie |
| anno | battezzati  | totale      | %           | numero     | secolari   | regolari   | battezzati per presbitero | diaconi | uomini    | donne     | parrocchie |
| ---- | ----------- | ----------- | ----------- | ---------- | ---------- | ---------- | ------------------------- | ------- | --------- | --------- | ---------- |
| 1969 | 90.000      | 200.000     | 45,0        | 34         | 15         | 19         | 2.647                     | 3       | 25        | 60        | 7          |
| 1980 | 290.000     | 538.000     | 53,9        | 38         | 29         | 9          | 7.631                     |         | 14        | 66        | 12         |
| 1990 | 324.223     | 615.140     | 52,7        | 55         | 48         | 7          | 5.894                     |         | 16        | 90        | 17         |
| 1999 | 484.000     | 838.630     | 57,7        | 78         | 67         | 11         | 6.205                     |         | 18        | 127       | 23         |
| 2000 | 511.600     | 892.500     | 57,3        | 85         | 75         | 10         | 6.018                     |         | 19        | 126       | 24         |
| 2001 | 523.248     | 1.008.919   | 51,9        | 91         | 81         | 10         | 5.749                     |         | 16        | 127       | 25         |
| 2002 | 547.680     | 1.070.943   | 51,1        | 91         | 83         | 8          | 6.018                     |         | 19        | 139       | 27         |
| 2003 | 620.100     | 1.281.350   | 48,4        | 81         | 72         | 9          | 7.655                     |         | 15        | 143       | 27         |
| 2004 | 658.900     | 1.332.900   | 49,4        | 82         | 69         | 13         | 8.035                     |         | 21        | 138       | 28         |
| 2006 | 685.000     | 1.386.000   | 49,4        | 93         | 80         | 13         | 7.365                     |         | 18        | 135       | 31         |
| 2007 | 760.400     | 1.430.000   | 53,2        | 121        | 109        | 12         | 6.284                     | 8       | 21        | 155       | 35         |
| 2013 | 1.040.652   | 1.753.000   | 59,4        | 148        | 142        | 6          | 7.031                     |         | 14        | 122       | 38         |
| 2016 | 1.155.849   | 2.176.409   | 53,1        | 158        | 152        | 6          | 7.315                     |         | 10        | 145       | 38         |
| 2019 | 1.086.310   | 2.094.325   | 51,9        | 173        | 173        |            | 6.279                     |         | 9         | 184       | 46         |
| 2021 | 1.155.750   | 2.228.280   | 51,9        | 186        | 182        | 4          | 6.213                     |         | 10        | 184       | 47         |